# Matelea attenuata
Matelea attenuata là một loài thực vật có hoa trong họ La bố ma. Loài này được (Rusby) Morillo mô tả khoa học đầu tiên năm 1983.